# Delahaye Type 38
Der Delahaye Type 38 ist ein frühes Pkw-Modell. Hersteller war Automobiles Delahaye in Frankreich.

## Beschreibung
Die Fahrzeuge wurden zwischen 1907 und 1912 hergestellt. Nachfolger wurde der Delahaye Type 58. Das Fahrzeug wurde 1907 auf dem Pariser Autosalon gezeigt.
Der Vierzylinder-Ottomotor war in Frankreich mit 20–30 CV eingestuft. Er hat 95 mm Bohrung, 130 mm Hub und 3686 cm³ Hubraum. Er leistet 30 PS. Er ist vorn im Fahrgestell eingebaut und treibt über eine Kardanwelle die Hinterachse an.
Der Radstand beträgt wahlweise 306 cm oder 326 cm. Bekannt ist die Karosseriebauform Tourenwagen.
Ein erhaltenes Fahrzeug steht in einem argentinischen Automuseum.